# Ženskij volejbol'nyj klub Dinamo-Jantar'
Il Ženskij Volejbol'yj Klub Dinamo-Jantar' (in russo Динамо-Янтарь женский волейбольный клуб) è stata una società pallavolistica femminile russa con sede a Kaliningrad.

## Storia della società
Il Volejbol'nyj Klub Dinamo-Jantar' nasce nel 2002 a Mosca con il nome Dinamo Moskovskaja oblast' per iniziativa della società sportiva Dinamo, della FSB e dell'Uraločka, con l'obiettivo di far rinascere la tradizione pallavolistica femminile a "marchio Dinamo" nella capitale russa, dove la Dinamo Mosca aveva cessato la propria attività nel 1992.
Disputa la stagione 2002-03 nella Vysšaja Liga A, la serie cadetta russa, potendo contare su diverse giocatrici provenienti dall'Uraločka; termina l'annata al secondo posto che vale la promozione in Superliga.
Nel campionato d'esordio in massima serie, il club giunge fino alla finale, che resta il miglior traguardo del club, mentre nella stagione 2005-06 ottiene il terzo posto.
Su proposta della Federazione pallavolistica russa e del governo dell'Oblast' di Kaliningrad, nel 2006 il club cambia denominazione, adottando quella attuale, e trasferisce la propria sede da Mosca a Kaliningrad, anche se di fatto continua a disputare le partite casalinghe nella capitale. Nelle stagioni successive la squadra si piazza con continuità nella parte medio-bassa della classifica, raggiungendo il sesto posto nell'annata 2006-07 come miglior risultato.
Al termine della stagione 2010-11, conclusosi con l'ultimo post in classifica e la retrocessione in Vysšaja Liga A, la società chiude i battenti cessando di esistere.

## Denominazioni precedenti
- 2002-2006 Dinamo Moskovskaja oblast'